# Treixadura
Treixadura est un groupe galicien fondé en 1990. Son répertoire est principalement constitué de pièces de formations et cornemuseurs légendaires comme Faíscas do Xiabre, Os Campaneiros ou Aires da Terra.
Il est actuellement composé de cinq membres :
- Antón López (percussion, tambour, pandeireta, voix)
- Xan López (cornemuse, bombo, cunchas, voix)
- Xaquín Xesteira (cornemuse, pandeireta, pandeiro, tambour, voix)
- Pablo Nogueira (cornemuse, bombo, voix)
- César Longa (accordéon, bombo, voix)

## Biographie
Le groupe nait en 1990 lorsque Antón et Xan, anciens membres de Paseniño, fondent Treixadura Gaiteiros avec Xaquín Xesteira, Ramón Vázquez et Xabier Martinez. Ce dernier partira et sera remplacé par Pablo Nogueira peu avant la sortie du premier disque du groupe, Obrigado (1996).
En 1999 sort Unha noite no muíño avec César Longa remplaçant Ramón Vázquez, ce dernier quittant le groupe pour consacrer tout son temps au métier de luthier. Cette même année le groupe participe au premier disque solo de l'ex-Milladoiro Rodrigo Romaní, qui produira leur troisième album en 2003, Unha noite non é nada.
Dès 2004, ils participent au spectacle Son de aquí, combinaison de musique traditionnelle, groupes folk et humour.
2006 voit la sortie de leur quatrième album, unha semaniña enteira, en collaboration avec le Orfeón Treixadura, déjà présent sur leur disque unha noite non é nada.

## Discographie
Albums
- Obrigado (1996)
- Unha noite no muíño (1999)
- Unha noite non é nada (2003)
- Unha semaniña enteira (2006)